# Klobben, Raseborg
Klobben är en ö i Finland. Den ligger i Skärgårdshavet och i kommunen Raseborg i den ekonomiska regionen  Raseborg i landskapet Nyland, i den sydvästra delen av landet. Ön ligger omkring 110 kilometer väster om Helsingfors.
Öns area är 0,7 hektar och dess största längd är 160 meter i nord-sydlig riktning.